# ストリームズEX
株式会社ストリームズEX（英名 : STREAM EX CO.,LTD）は、かつて存在したテレビ番組の制作プロダクション会社。本社所在地は東京都港区南麻布2丁目8番21号。

## 概要
元々、1969年12月に川口浩の個人事務所「株式会社川口プロモーション」として設立。1977年よりテレビ朝日系列の水曜スペシャル内で放送された企画「川口浩探検隊」が人気番組となった。その他、民放各局の情報番組等を制作したが、1987年11月に川口浩が癌で死去。翌年1988年4月に「株式会社川口プロモーション」は解散となった。その後、1989年5月に約1年間の準備期間を経て川口プロモーションのスタッフメンバー7人が「演出集団ストリーム」を結成、1989年6月に「株式会社ストリーム」が設立。1991年に「ストリームズ」に改称し、2005年に「株式会社ストリームズEX」に変更された。情報・ドキュメンタリー番組の制作会社として活動していた。
2006年9月28日にテレビ朝日のチーフプロデューサー・加藤秀之は、東京国税局の税務調査を受け、番組制作に絡み架空の外注費を計上したことを発覚し、2006年9月29日付で懲戒解雇された。これまで担当している番組は「目撃!ドキュン」や「奇跡の扉 TVのチカラ」などで、これらの番組を制作協力していた同社は、2006年9月10日をもって、制作部全社員を解雇し番組制作業務から撤退した。

## 所属スタッフ
- 川野祐司
- 菅野晃雄（現：有限会社ボックス・タートル代表取締役）
- 西村孔伸
- 北野和典
- 佐藤慶（現：株式会社オクタゴン取締役、株式会社東京視聴率研究所代表取締役）
- 沼尾岳彦（現：株式会社オクタゴン取締役、現：株式会社東京視聴率研究所取締役）
- 恩田光晴
- 小谷直之（現：株式会社オクタゴン取締役）
- 堀大介（現：株式会社オクタゴン取締役）
- 大谷利彦（現：株式会社オクタゴン取締役）
- 白鳥秀明（現：株式会社オクタゴン取締役）

## 主な制作実績

### テレビ番組

#### 1989年6月 - 1999年12月
レギュラー番組
- 目撃!ドキュン（テレビ朝日系列同時ネット 1994年4月6日 - 2002年6月26日）
- 真相究明!噂のファイル（テレビ朝日系列同時ネット 1998年4月18日 - 1998年9月12日）

単発・スペシャル番組
- ギミア・ぶれいく 甦る死者ゾンビは実在した 〜暗黒呪教ヴードゥーの真実（TBS系列同時ネット 1991年8月13日）
- ギミア・ぶれいく 徳川埋蔵金大発掘!!（TBS系列同時ネット 1991年11月26日）
- ギミア・ぶれいく 徳川埋蔵金大発掘!!（TBS系列同時ネット 1992年4月7日）
- 素敵にドキュメント 密着!!大東京5大警察24時（朝日放送テレビ、テレビ朝日系列同時ネット 1992年）
- ギミア・ぶれいく 徳川埋蔵金大発掘!!（TBS系列同時ネット 1992年9月22日）
- 黄金スペクタクルロマン 徳川埋蔵金大発掘!!（TBS系列同時ネット 1993年1月3日）
- 水曜特バン! 緊急取材・激録!交通警察直撃24時（テレビ朝日系列同時ネット 1993年1月6日）
- 水曜特バン! 潜入!列島縦断警察24時（テレビ朝日系列同時ネット 1993年3月）
- 黄金スペクタクルロマン 徳川埋蔵金大発掘!!（TBS系列同時ネット 1993年4月4日）
- 黄金スペクタクルロマン 徳川埋蔵金大発掘!!（TBS系列同時ネット 1994年1月3日）
- THE・プレゼンター 名高達男の神秘の島ニューギニアに伝説の肉食恐竜"ミゴー"を追う（TBS系列同時ネット 1994年2月13日）
- 水曜特バン! 潜入!列島縦断警察24時（テレビ朝日系列同時ネット 1994年3月23日）
- 黄金スペクタクルロマン 徳川埋蔵金大発掘!!（TBS系列同時ネット 1994年3月30日）
- 水曜特バン! 潜入!列島縦断警察24時（テレビ朝日系列同時ネット 1994年9月26日）
- THE・プレゼンター 名高達男の凶悪犯罪多発都市サンパウロ!特殊警察部隊GARRA!!密着24時（TBS系列同時ネット 1995年2月19日）
- 赤塚不二夫とトンデモない仲間達!!（テレビ東京系列同時ネット 1995年12月30日）
- ザ・スーパーサンデー 緊急生放送!大都会列島警察激録24時（テレビ朝日系列同時ネット 1996年12月29日）

#### 2000年1月 - 2006年9月
レギュラー番組
- 年中夢中コンビニ宴ス（テレビ朝日系列同時ネット 2000年10月14日 - 2001年3月17日）
- 土曜の奇跡! TVのチカラ（テレビ朝日系列同時ネット 2002年10月19日 - 2003年3月22日）
- 奇跡の扉 TVのチカラ（テレビ朝日系列同時ネット 2003年4月14日 - 2006年9月18日）

単発・スペシャル番組
- スイスぺ! 今夜復活!! 伝説の探検隊が帰ってきたアマゾン奥地1,500キロ!テラプレータの密林に謎の猿人ジュンマは実在した! 藤岡弘、探検隊シリーズ（テレビ朝日系列同時ネット 2002年12月25日）
- スイスぺ! 藤岡弘、探検隊シリーズ第2弾 ベトナム奥地ラオス国境密林地帯に呪われた竜の使い人食いヅォンドゥーは実在した（テレビ朝日系列同時ネット 2003年4月9日）
- スイスぺ! 藤岡弘、探検隊シリーズ第3弾 失われた大地…南米ギアナ高地の洞穴に謎の地底人クルピラは実在した!（テレビ朝日系列同時ネット 2003年10月1日）
- 藤岡弘、探検隊シリーズ第4弾 エチオピア奥地3000キロ!幻の白ナイル源流地帯!!古代裸族に人類の原点を見た!!（テレビ朝日系列同時ネット 2004年1月2日）
- スイスぺ! 藤岡弘、探検隊シリーズ第5弾 アマゾン縦断6000キロ!密林の恐怖イプピアーラ!これが半魚人伝説の真実だ!（テレビ朝日系列同時ネット 2004年9月8日）
- スイスぺ! 藤岡弘、探検隊シリーズ第6弾 ミャンマー奥地3000キロ伝説の野人ナトゥーを追え（テレビ朝日系列同時ネット 2005年3月19日）